# "Slut!"
"Slut!" é uma canção da artista musical estadunidense Taylor Swift, contida em sua quarta regravação, 1989 (Taylor's Version) (2023). Foi composta e produzida por Swift juntamente com Jack Antonoff e Patrik Berger. A Republic Records lançou a faixa em plataformas digitais em 27 de outubro de 2023, enquanto a Universal Music a enviou para rádios italianas no mesmo dia. 
Em termos musicais, "Slut!" é uma canção de synth-pop inspirada nos anos 80 com uma produção suave de andamento médio conduzida por sintetizadores, elementos eletrônicos e vocais suaves. A letra fala sobre abraçar um romance apesar do escrutínio público. Os críticos de música interpretaram o título como uma referência ao slut-shaming que Swift havia sofrido, e eles deram críticas positivas à faixa, com elogios focando na produção e nas letras brincalhonas. Comercialmente, "Slut!" alcançou o terceiro lugar na Billboard Global 200 e chegou ao top dez nas paradas da Austrália, Canadá, Estados Unidos, Irlanda, Nova Zelândia, Reino Unido e Singapura.

## Antecedentes e lançamento
A cantora e compositora estadunidense Taylor Swift lançou seu quinto álbum de estúdio, 1989, em 27 de outubro de 2014. Antes de seu lançamento, após uma série de romances com homens famosos, Swift foi amplamente retratada pela mídia como uma "serial dater", e seus relacionamentos se tornaram alvo de piadas e críticas na cultura pop e slut-shaming. Ela abordou o tema em várias entrevistas e satirizou a representação da mídia sobre ela no segundo single do álbum, "Blank Space".
Durante um show da The Eras Tour, no SoFi Stadium em Inglewood, em 9 de agosto de 2023, Swift anunciou sua quarta regravação, 1989 (Taylor's Version). Ela descreveu as faixas "From the Vault" como "tão incríveis" e comentou: "Não consigo acreditar que foram deixadas para trás". Em 19 de setembro de 2023, Swift compartilhou um breve vídeo nas redes sociais apresentando os caracteres "T-S-!-U-L" emergindo de um cofre azul, o que foi considerado pelos fãs e jornalistas como um teaser para uma das cinco faixas "From the Vault". Em 21 de setembro, Swift revelou a lista completa de faixas de 1989 (Taylor's Version), confirmando que a primeira das cinco faixas do cofre é "Slut!".
1989 (Taylor's Version) foi lançado em 27 de outubro de 2023, através da Republic Records; "Slut!" foi incluída como a 17.ª faixa na lista de faixas do álbum. A canção também foi lançada como single. No mesmo dia, a Universal Music a enviou para as rádios italianas. Swift compartilhou em sua conta no Tumblr que teve que escolher entre "Blank Space" e "Slut!" para o 1989 original, pois ambas as faixas abordavam temas semelhantes; ela acrescentou que, para ela, a atmosfera "californiana" de "Slut!" estava fora de lugar para o álbum inspirado em Nova Iorque. Em 9 de novembro, uma versão acústica da faixa foi lançada como faixa bônus em uma edição deluxe do álbum, 1989 (Taylor’s Version) [Deluxe +], exclusivamente no site de Swift; essa versão ficou disponível por apenas um dia.

## Produção e composição
Swift escreveu e produziu "Slut!" juntamente com Jack Antonoff e Patrik Berger. Antonoff forneceu vocais de apoio e gravou a canção com Laura Sisk nos estúdios Rough Customer e Electric Lady em Nova Iorque, além dos estúdios Sharp Sonics e Conway Recording em Los Angeles. Antonoff e Berger programaram a faixa, com a assistência dos engenheiros Jack Manning, Megan Searl e Jon Sher. Ambos Antonoff e Berger tocaram sintetizadores; o primeiro também tocou baixo e guitarra. A faixa foi mixada por Serban Ghenea no MixStar Studios em Virginia Beach, Virgínia, e masterizada por Randy Merrill no Sterling Sound em Edgewater, Nova Jérsia.
"Slut!" é uma canção de synth-pop com uma duração de três minutos. Apresenta uma produção de andamento moderado que incorpora sintetizadores influenciados pelos anos 1980, elementos eletrônicos e vocais de apoio suaves; Alex Berry, crítico da Clash, acrescentou que a produção conta com uma variedade de instrumentos "modernos". Apesar do ponto de exclamação em seu título sugerir uma canção agitada, "Slut!" revela-se uma faixa suave e delicada, com um ritmo lento. Callie Ahlgrim, da Insider, e Brittany Spanos, da Rolling Stone, descrevem a faixa como uma "dança lenta", enquanto Ed Power, do i, a caracteriza como uma "power ballad em câmera lenta". Alyssa Bailey, da Elle, a descreve como "pop sonhadora". Chris Willman, da Variety, e Bobby Olivier, da NJ.com, afirmam que "Slut!" lembra o álbum Midnights (2022) de Swift; este último cita uma atmosfera "sensual e noturna" evocada, criando uma atmosfera "escura e onírica", e destaca que a paisagem sonora de sintetizadores se assemelha à faixa "Maroon" de Midnights. A crítica de Kelsey Barnes, da The Line of Best Fit, sugere que "Slut!" lembra musicalmente da faixa "Wildest Dreams", com influências de Lana Del Rey.
As letras de "Slut!" contam a história de um romance tão intenso que abafa as críticas dos descrentes. No encarte de 1989 (Taylor's Version), Swift revela ter sido alvo de slut-shaming, algo que teve um impacto profundo sobre ela. Em resposta, ela compôs "Slut!" para lidar com as críticas em torno de sua vida amorosa. No segundo verso, Swift aproveita a oportunidade para sutilmente responder àqueles que a criticam por seus relacionamentos ("Todos o querem / Esse foi o meu crime"). Ela está ciente da desaprovação misógina que pode enfrentar ("Eu pagarei o preço, você não"). Na letra "O amor tem espinhos por toda essa rosa / Eu pagarei o preço, você não" foi comparada às letras "Gritando, chorando, tempestades perfeitas / Posso fazer o jogo virar / Jardim de rosas cheias de espinhos" em "Blank Space", destacando as diferentes normas aplicadas às vidas amorosas de homens e mulheres. Emily Yahr, do The Washington Post, afirmou que as letras de "Slut!" transmitem a frustração de Swift. Chris Willman, da Variety, interpretou a letra "Mas se eu estiver toda arrumada / Eles podem muito bem estar olhando para nós / E se eles me chamarem de 'vadia!' / Você sabe que pode valer a pena pelo menos uma vez" como Swift expressando menos preocupação sobre como sua vida amorosa pode afetar sua imagem pública. Mikael Wood, do Los Angeles Times, considerou que a letra "Se eu vou ficar bêbada / Melhor ficar bêbada de amor" foi uma referência a "Drunk in Love" (2013) de Beyoncé.

## Crítica profissional
"Slut!" recebeu críticas geralmente positivas após o lançamento. Angie Martoccio, da Rolling Stone, chamou a canção de "surpreendente" e a descreveu como "uma ode nebulosa e cintilante a estar desavergonhadamente apaixonada, mesmo quando você é alvo de vergonha e sexualização". Em uma resenha de Kelsey Barnes, da The Line of Best Fit, a faixa foi considerada a "mais surpreendente" entre as faixas do "vault", afastando-se da esperada "'Blank Space' satírica e irônica" pelos fãs. Barnes menciona que Swift, que foi criticada por sua vida sexual na casa dos vinte anos, gritando "Slut!" e isso reverberando na faixa, foi "empoderador". De maneira semelhante, Dani Maher, da Harper's Bazaar Australia, afirmou que o som suave e terno da canção foi uma surpresa, já que esperava uma abordagem semelhante de "olhar sarcástico" como em "Blank Space". O crítico Jefferey Davis, da PopMatters, escolheu "Slut!" como uma das faixas "vault" mais memoráveis do álbum. Bobby Olivier, do NJ, a classificou como a segunda melhor entre as cinco faixas do "vault", descrevendo-a como "ultimamente triunfante".
Rachel Aroesti, em sua análise para o The Guardian, descreveu a canção como "um conto cintilante de aventura sexual inapropriada". Ao analisar o álbum como um todo, Alex Hopper, da American Songwriter, a chamou de "deliciosamente hedonista e brincalhona". Adam White, do The Independent, a caracterizou como "agradavelmente suave e arejada". Para Lauren Huff, da Entertainment Weekly, a faixa representa a afirmação de Swift de que "se as pessoas vão julgar e zombar de você de qualquer maneira, é melhor continuar vivendo e se jogar". Em análises mistas, Shaad D'Souza, do Pitchfork, e Mikael Wood, do Los Angeles Times, consideraram "Slut!" a faixa mais fraca do "vault"; D'Souza a descreveu como "vaga e sem rumo" em comparação com outras faixas do "vault", enquanto Wood afirmou: "Conceito forte, execução mais ou menos".

## Créditos
Todo processo de elaboração de "Slut!" atribui os seguintes créditos:
Gravação
- Gravada nos estúdios Conway Recording (Los Angeles, EUA), Electric Lady (Nova Iorque, EUA), Rough Customer (Brooklyn, EUA) e Sharp Sonics (Los Angeles, EUA)
- Mixada no Mixstar Studios (Virginia Beach, EUA)
- Masterizada no Sterling Sound (Edgewater, EUA)

Produção
| - Taylor Swift – vocais principais, composição, produção - Jack Antonoff – composição, produção, vocais de apoio, engenharia de gravação, programação, sintetizador - Patrik Berger – composição, produção, baixo, guitarra, programação, sintetizador - Serban Ghenea – mixagem - Bryce Bordone – engenharia de mixagem - Laura Sisk – engenharia de gravação - Randy Merrill – engenharia de masterização - Ryan Smith – engenharia de masterização |

## Desempenho comercial

### Paradas semanais
| País – Parada (2023)                      | Maior posição |
| ----------------------------------------- | ------------- |
| Alemanha (Offizielle Deutsche Charts)     | 45            |
| Austrália (ARIA)                          | 4             |
| Brasil (Billboard Brasil Hot 100)         | 96            |
| Canadá (Canadian Hot 100)                 | 3             |
| Dinamarca (Hitlisten)                     | 33            |
| Eslováquia (Singles Digitál Top 100)      | 66            |
| Estados Unidos (Billboard Hot 100)        | 3             |
| Filipinas (Billboard)                     | 12            |
| França (SNEP)                             | 137           |
| Índia (IMI International Singles)         | 13            |
| Irlanda (IRMA)                            | 6             |
| Japão (Billboard Japan Hot Overseas)      | 16            |
| Letônia (LAIPA)                           | 20            |
| Lituânia (AGATA)                          | 49            |
| Malásia (Billboard)                       | 19            |
| Malásia (RIM International Singles)       | 17            |
| MENA (IFPI)                               | 19            |
| Mundo (Billboard Global 200)              | 3             |
| Noruega (VG-lista)                        | 17            |
| Nova Zelândia (Recorded Music NZ)         | 5             |
| Países Baixos (Single Top 100)            | 38            |
| Polônia (Polish Streaming Top 100)        | 55            |
| Portugal (AFP)                            | 32            |
| Reino Unido (UK Singles Chart)            | 5             |
| República Checa (Singles Digitál Top 100) | 69            |
| Singapura (RIAS)                          | 10            |
| Suécia (Sverigetopplistan)                | 21            |
| Vietnã (Vietnam Hot 100)                  | 39            |

## Histórico de lançamento
| Região | Data                  | Formato(s)                 | Gravadora(s) | Ref.   |
| ------ | --------------------- | -------------------------- | ------------ | ------ |
| Várias | 27 de outubro de 2023 | Download digital streaming | Republic     | [ 17 ] |
| Itália | 27 de outubro de 2023 | Airplay                    | Universal    | [ 9 ]  |